# Ареаца
Ареаца, Вільяро (баск. Areatza (офіційна назва) або баск. Bilaro, ісп. Villaro або ісп. Arenaza) — муніципалітет в Іспанії, у складі автономної спільноти Країна Басків, у провінції Біская. Населення — 1131 особа (2009).
Муніципалітет розташований на відстані близько 310 км на північ від Мадрида, 20 км на південний схід від Більбао.
На території муніципалітету розташовані такі населені пункти: (дані про населення за 2009 рік)
- Лаунсайн: 16 осіб
- Упаран: 33 особи
- Ареаца: 1082 особи

## Демографія
Динаміка населення (INE ):

## Галерея зображень

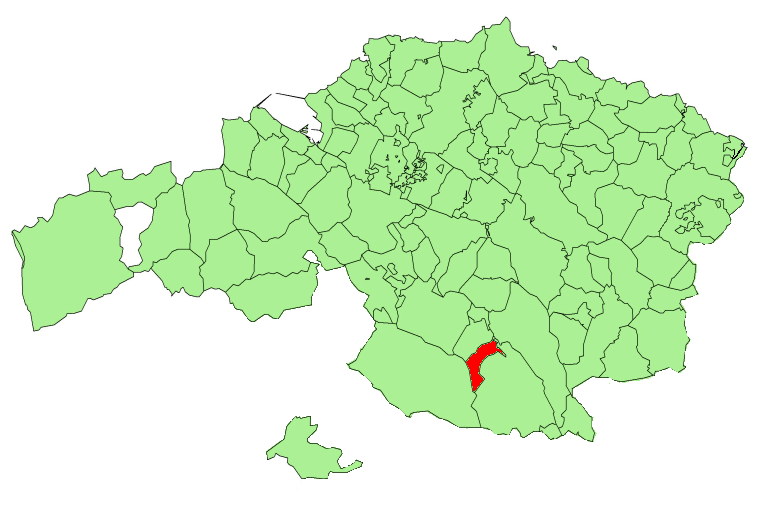
Розташування муніципалітету
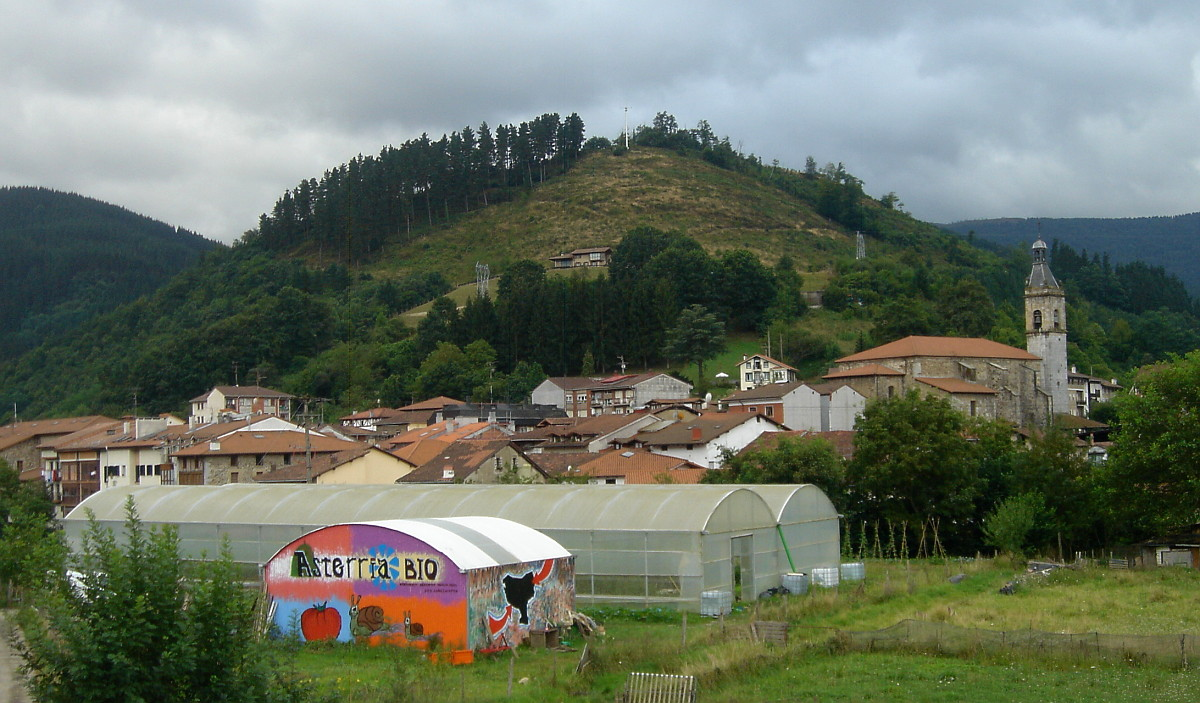
Ареаца